# Sorex antinorii
Sorex antinorii är en däggdjursart som beskrevs av Bonaparte 1840. Sorex antinorii ingår i släktet Sorex och familjen näbbmöss. IUCN kategoriserar arten globalt som otillräckligt studerad. Inga underarter finns listade i Catalogue of Life.
Arten förekommer i Italien och i angränsande regioner av Frankrike och Schweiz. Den lever i låglandet och i bergstrakter upp till 1300 meter över havet. Individerna vistas i områden med ett tjockt växttäcke.